# Walter E. Lammerts
Walter Edward Lammerts (25 de septiembre de 1904-4 de junio de 1996) fue un científico, genetista, horticultor de los Estados Unidos.
Tiene un doctorado en genética, y es bien conocido como un prominente creador de rosas híbridas nuevas. Según los informes, produjo 46 nuevas variedades de rosas entre 1940 y 1981, incluyendo la famosa Queen Elizabeth. El veinticinco por ciento de sus rosas fueron elegidas por la All-America Rose Selections durante años en lo más alto de sus clasificaciones. Como resultado de sus esfuerzos la «American Rose Society» (‘Sociedad Americana de la Rosa’) creó una nueva clase de rosa conocida como el grupo Grandiflora.
Sin embargo el mayor éxito conseguido en las nuevas variedades de rosas ha sido la rosa Grandiflora de color rosa profundo 'Queen Elizabeth' que fue votada como rosa favorita del mundo «The World's Favorite Rose» en 1978.
No sería apropiado decir que Walter Lammerts es uno de los padres del movimiento moderno de la ciencia de la creación. Él fue el primer presidente de la (la primera organización creacionista en los Estados Unidos) Creation Research Society (CRS), que fue fundada por 10 científicos en 1964. El Dr Lammerts fue también el editor de la Creation Research Society Trimestral (CRSQ) 1964-1968. Lo más notable es que él era un investigador activo desde hace varias décadas en las ciencias biológicas y ciencias geológicas, y gran parte de su obra se publicó en el CRSQ.

## Biografía
Se graduó de la Escuela Politécnica Superior de Riverside en 1922. Obtuvo tanto su licenciatura y doctorado en horticultura de la Universidad de California, Berkeley.
En 1935, fue contratado por los Viveros «Armstrong Nurseries» y estableció las instalaciones de investigación de las plantas de la compañía.
Fue profesor en la Universidad de California, Los Ángeles desde 1940 hasta 1945 y durante ese tiempo ayudó a «Knotts Berry Farm» a establecer su programa de cultivo de bayas.

## Investigaciones geológicas
En 1956 el Dr. Lammerts investigó sobre cabalgamientos, como el «cabalgamiento» Lewis en el Parque Nacional Glacier (CRSQ 3(1):61-62), y posteriormente en el «cabalgamiento» Glarus cerca de Schwanden, Suiza.

## Investigaciones sobre la evolución
En una serie de trabajos en los volúmenes de la revista CRSQ Volúmenes 2, 4, & 6 Walter Lammerts presentó datos que son muy perjudiciales para la idea de que las mutaciones podrían haber suministrado los medios de cambio que habrían permitido que se produjera la evolución.
También hizo un amplio estudio de los pinzones de las Islas Galápagos en la California Academy of Science, que se publica en CRSQ 3(1):73-79.

## Investigaciones vegetales
Junto con George Howe publicó un estudio de la sucesión vegetal durante la cual se observan los efectos de la selección natural en condiciones ampliamente divergentes.
En 1983 el Dr. Lammerts hizo un estudio sobre el Pinus longaeva durante el cual se determinó que bajo ciertas condiciones experimentales, los anillos de crecimiento adicionales podrían ser inducidos, poniendo en duda la fiabilidad de dendrocronología en el establecimiento de edades absolutas precisas.

## Faceta religiosa creacionista
Las fuertes creencias religiosas de Walter E. Lammerts le impulsaron a la formación de la Creation Research Society (CRS) que es un grupo de investigación cristiana que se dedica a la ciencia de la creación en la década de 1950 después de convertirse en cuestión de que el Afiliación Científica Americana estaba cayendo bajo la influencia de la evolución teísta. Originalmente fue nombrado el Comité Asesor de Investigación sobre la creación en febrero de 1963, y dirigida por Walter E. Lammerts y Wiliam J. Tinkle con la ayuda de Henry M. Morris. El comité se componía inicialmente de diez creacionistas: Lammerts, Tinkle, Morris, John W. Klotz, Frank Lewis Marsh, Edwin Y. Monsma, Duane Gish, Wilbert H. Rusch, John J. Grebe, y R. Laird Harris. El CRS se formó a finales de junio de 1963, con el comité asesor original será «comité de dirección» de la nueva sociedad, con Karl W. Linsenmann, David A. Warriner y John N. Moore unirse en ese momento. Casi al mismo tiempo, Morris contrató Harold S. Slusher, Thomas G. Barnes, Willis L. Webb y posteriormente Clifford L. Burdlick. Por último, Paul A. Zimmerman unió. A finales de año se había expandido a aproximadamente cincuenta miembros. Los miembros con al menos una maestría o equivalente eran elegibles para ser miembros votantes.

## Creador de nuevas rosas
El Dr. Walter E. Lammerts introdujo 46 híbridos de rosas nuevas entre 1940 y 1981. Este es un número pequeño, en comparación con los gigantes de la materia, como Harkness, Kordes, McGredy, Meilland, et al. Parece particularmente pequeña si tenemos en cuenta los recursos disponibles para él como el primer líder de la Unidad de Investigación y Desarrollo de la "Rose Armstrong Nurseries" (más tarde fue sucedido por los gustos imperantes, por el doctor David Armstrong, Jack E. Christensen, y Tom Carruth). Dicha producción limitada podría parecer indicar que en este campo fue un fracaso, y debiera ser retirado del primer plano de la historia de las rosas.
Esto es aparentemente confirmado por un examen de los parentales escogidos de semillas y polen que seleccionó. Muchos eran sólidos, pero también impasibles y sin inspiración, las opciones: 'Mrs. Sam McGredy', 'Crimson Glory', 'Golden Rapture', 'Captain Thomas', 'Joanna Hill', 'Sensation', y 'President Herbert Hoover'.
Pero, la realidad de la carrera de rosalista del Dr. Walter Lammerts es bastante discrepante de lo que parece a primera vista.
Su trabajo provocó en la A.R.S. que creara una nueva clase de rosas, las Grandifloras.

## Algunas creaciones de Lammerts

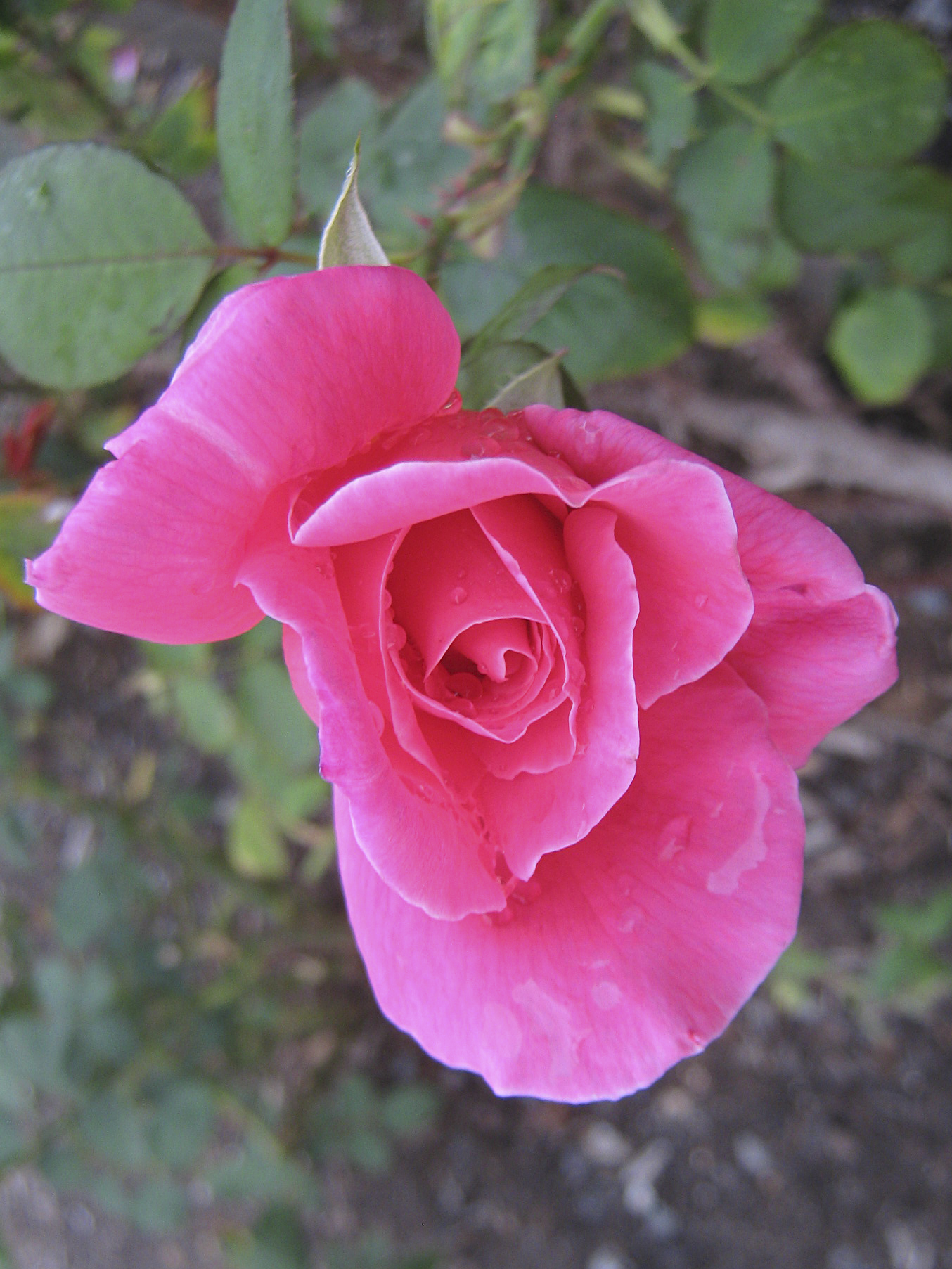
Rosa 'Charlotte Armstrong', Lammerts 1940. En el Nieuwesteeg Heritage Rose Garden, Bacchus Marsh, Victoria.
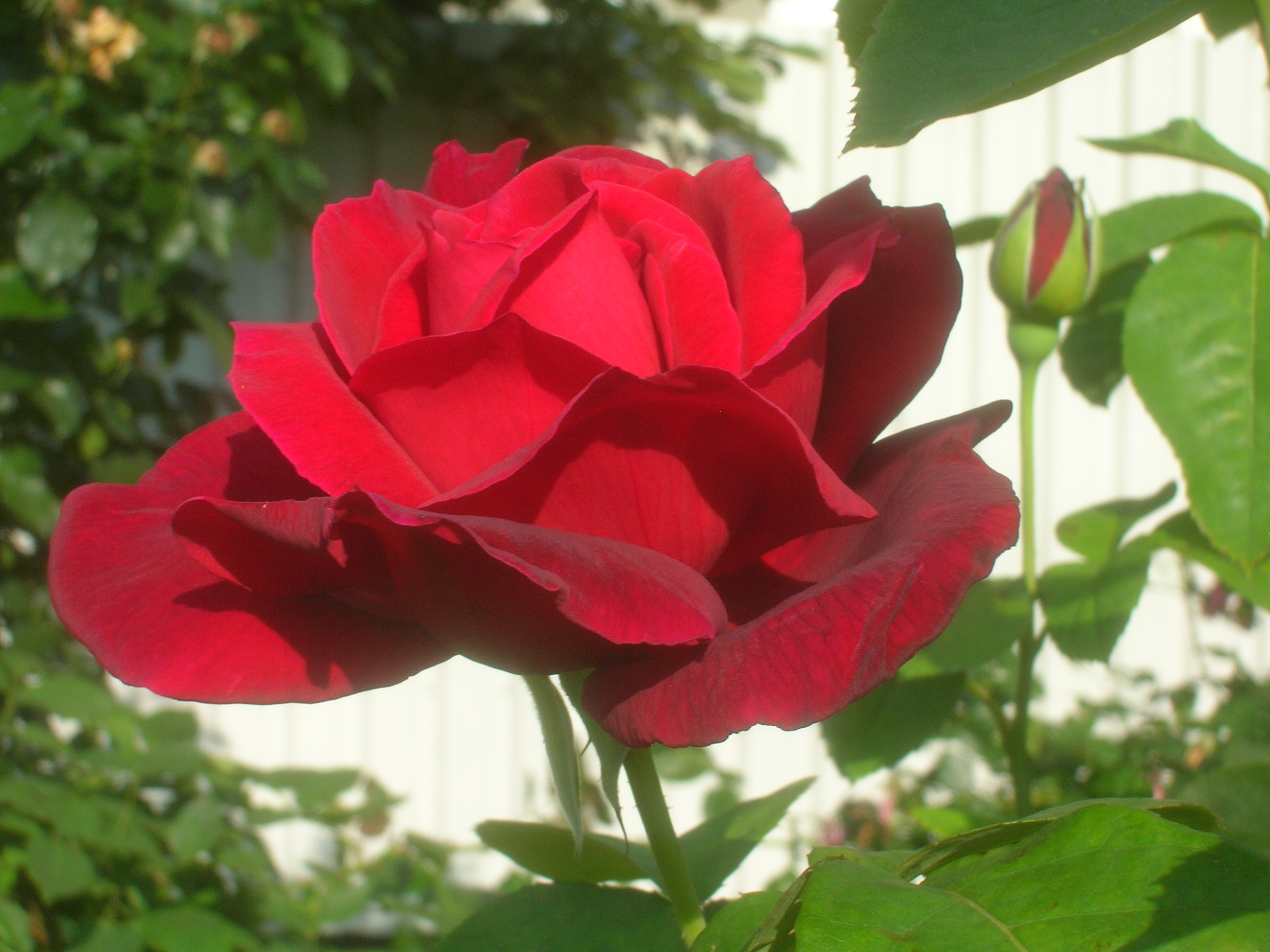
Rosa 'Chrysler Imperial' Lammerts 1952. En el Volksgarten de Viena.
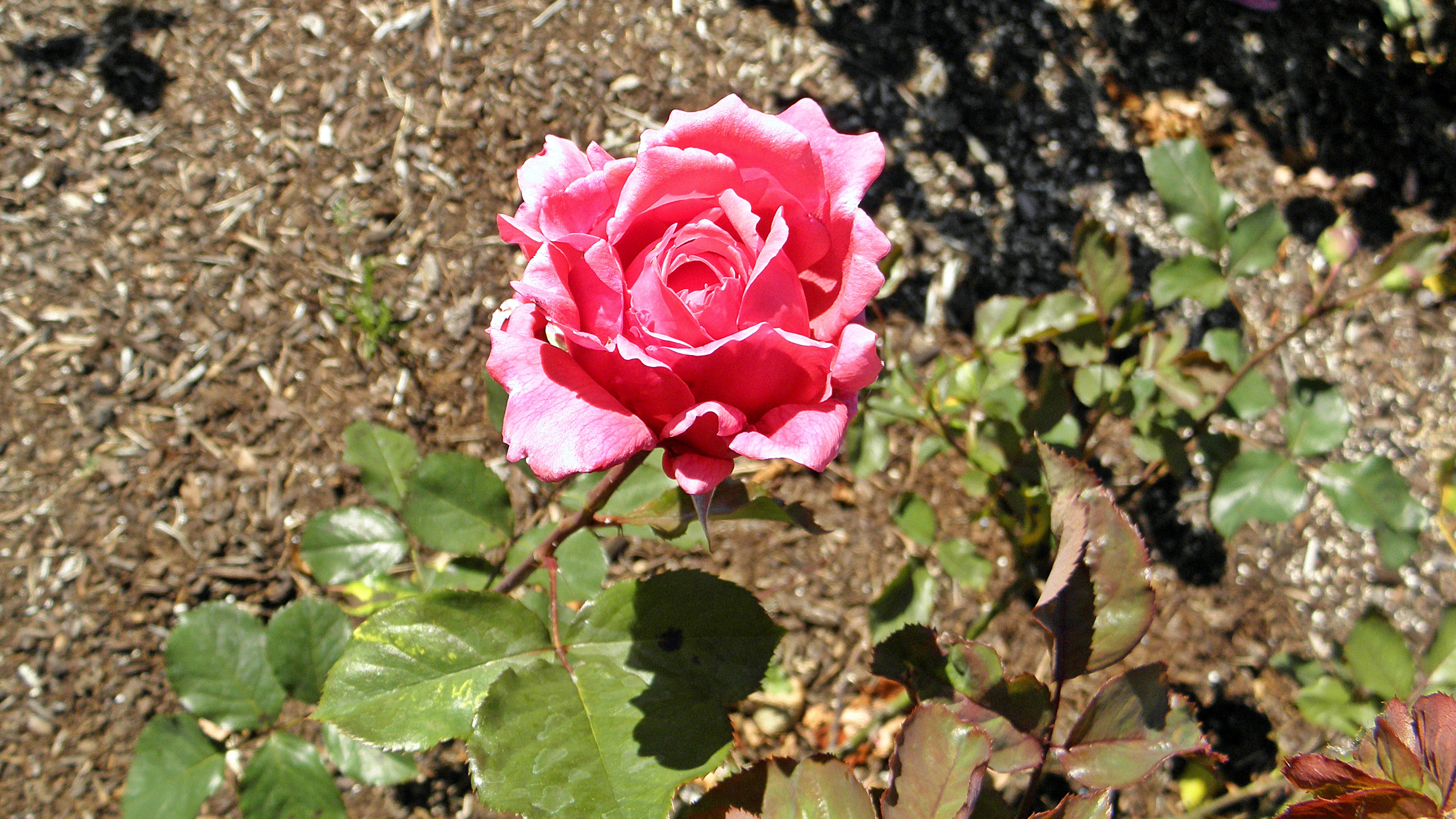
Rosa 'Dean Collins', Lammerts 1953. En el Bush's Pasture Park Rose Garden, Salem.
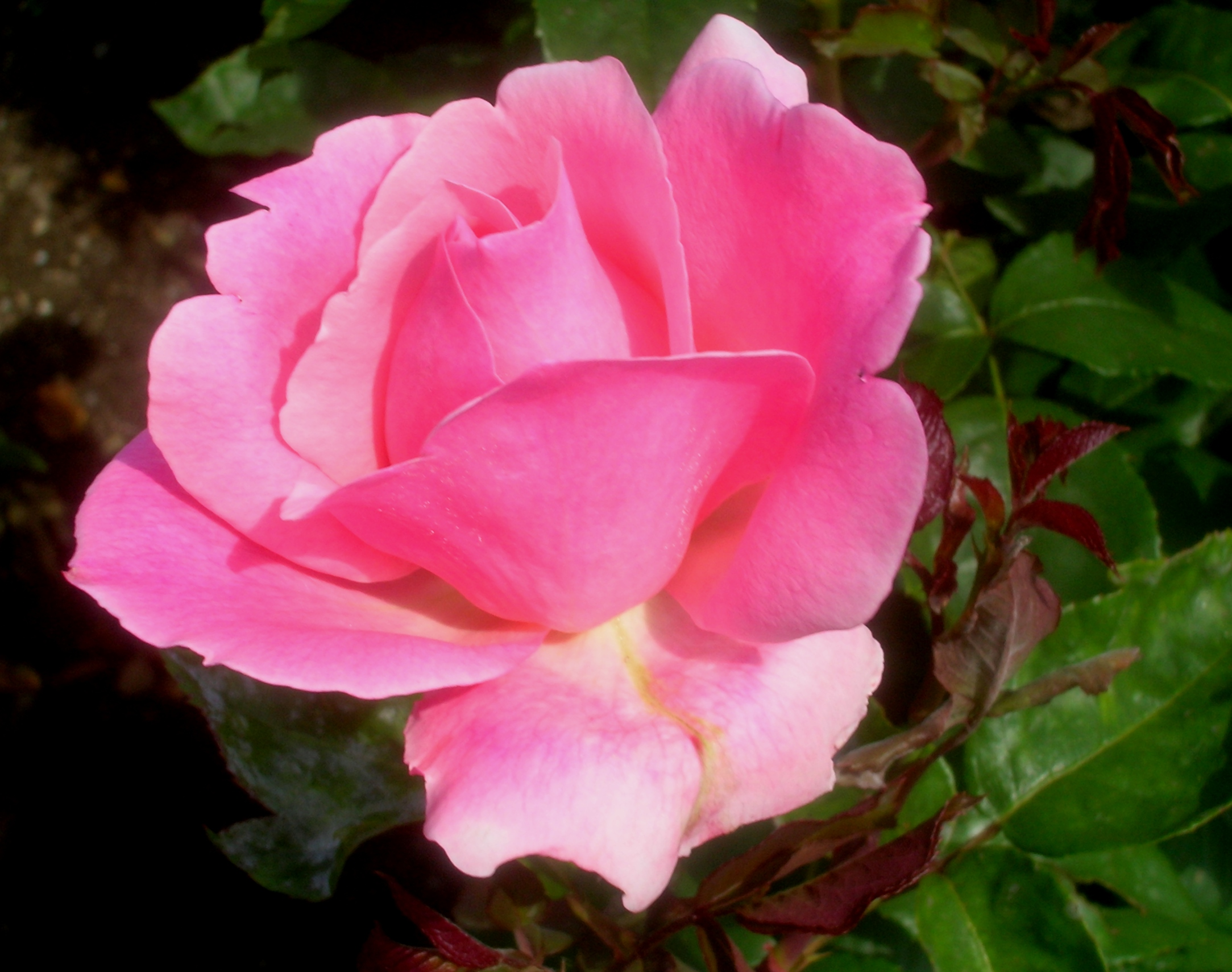
Rosa 'Queen Elizabeth', Lammerts 1954. En el Volksgarten de Viena.
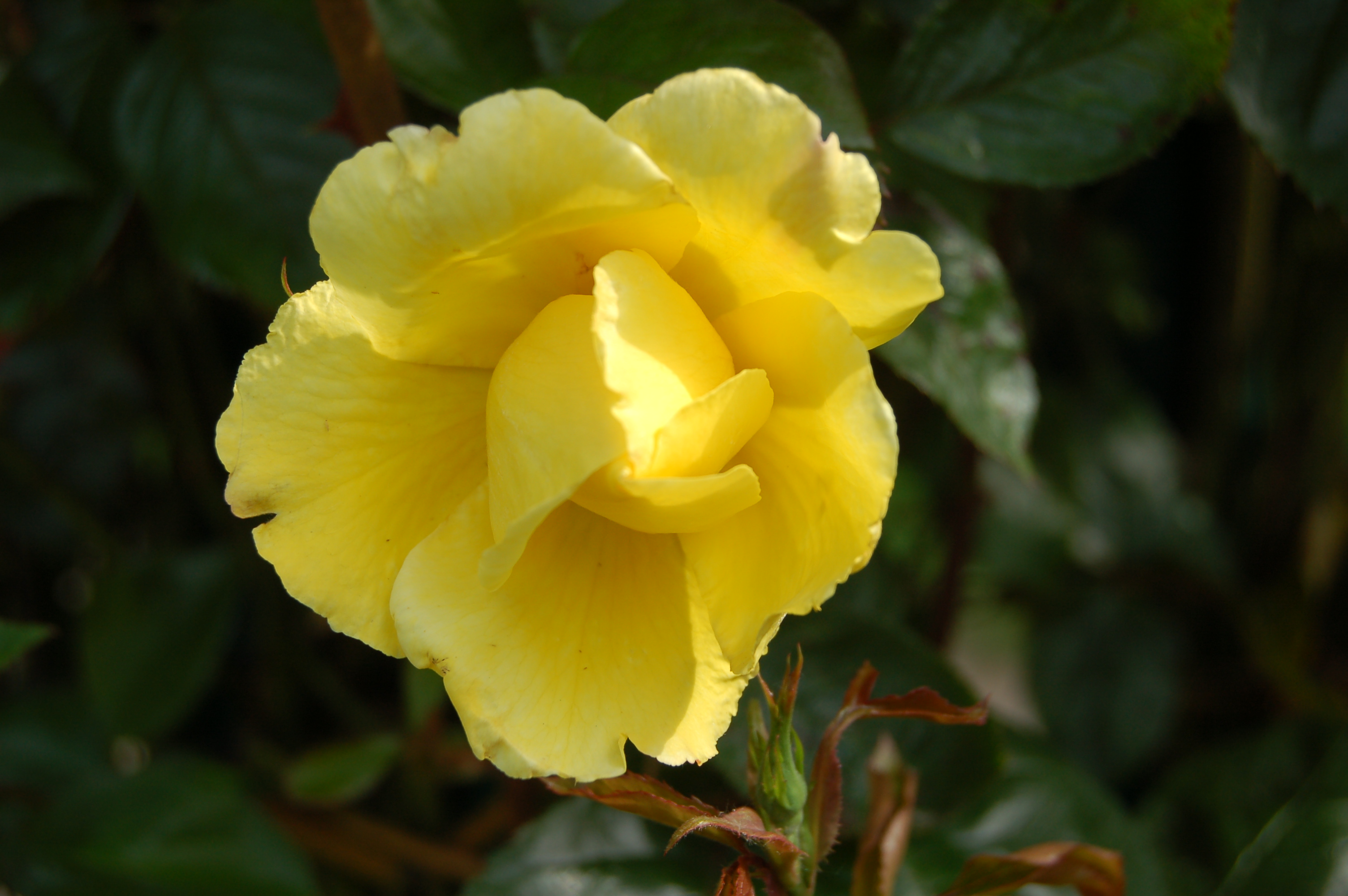
Rosa 'Golden Showers' Lammerts 1956. En el Rosarium Uetersen Alemania.
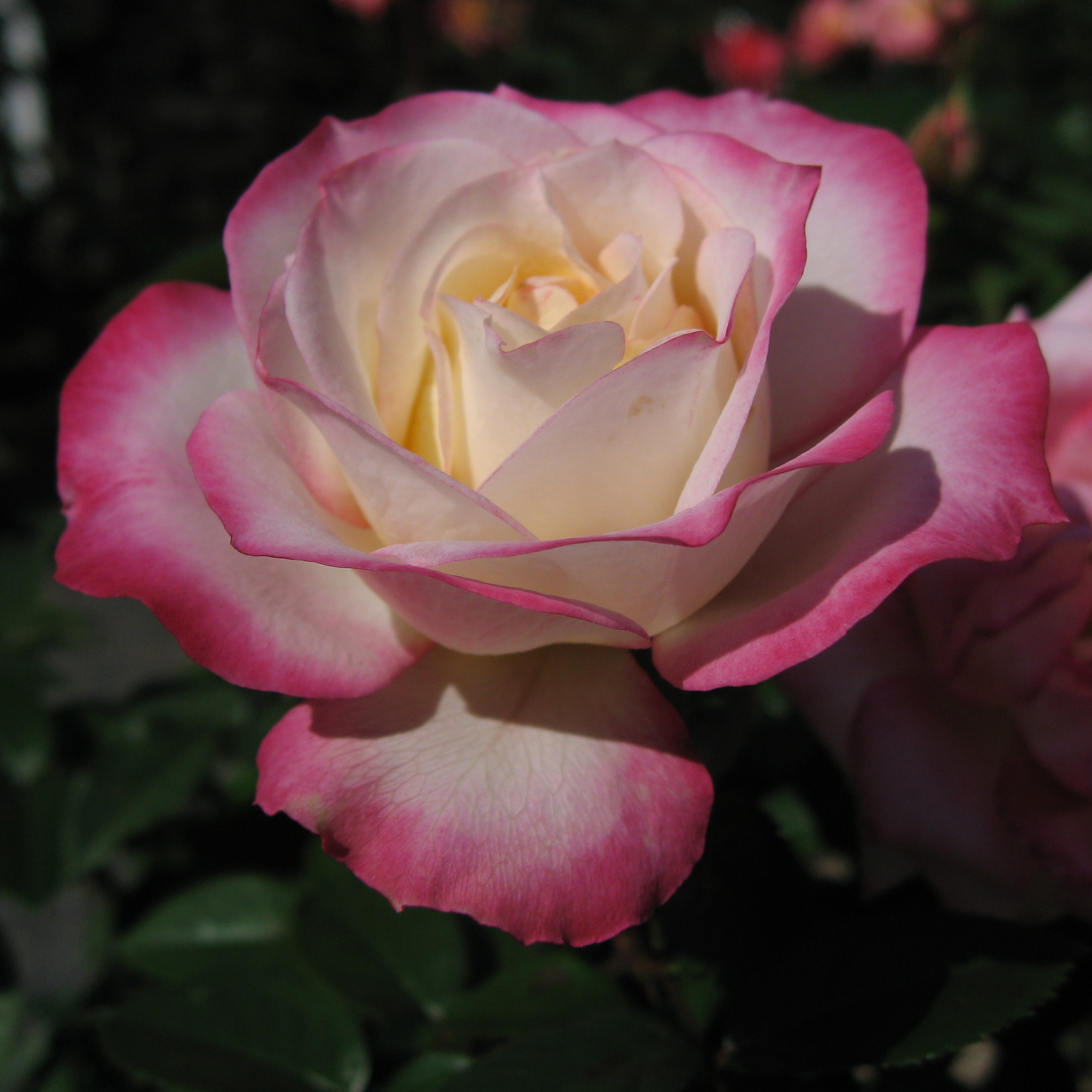
Rosa 'La Minuette', Lammerts 1969. En la Rosaleda Jingu, Uji-Nakanokiri Ise, Mie Japón.

## Publicaciones
- The Scientific Basis of Rose Breeding by Dr. Walter E. Lammerts.
- Creation Research Society Studies On Precambrian Pollen - Part III: A Pollen Analysis Of Hakatia shale And Other Grand Canyon Rocks by Ph.Ds George Howe, Emmet Williams, George Matkzo and Walter Lammerts 1988. CRSQ 24(4):173 - 182.
- Creation Research Society Studies On Precambrian Pollen - Part II: Experiments On Atmospheric Contamination Of Microscope Slides Walter E. Lammerts, Ph.D. and George Howe, Ph.D. 1987. CRSQ 23(4):151-153.
- Are the bristle-cone pine trees really so old? by Lammerts, W. E. 1983. CRSQ 20(2):108-15.
- Plant succession studies in relation to micro-evolution by Lammerts, W. E. and G. F. Howe 1974. CRSQ 10(4):208-228.
- The Glarus overthrust by Lammerts, W. E. 1972. CRSQ 8(4):251-255.
- Does the science of genetic and molecular biology really give evidence for evolution? Lammerts, W. E. 1969. CRSQ 6(1):5-12.
- Mutations reveal the glory of God's handiwork. Lammerts, W. E. 1967. CRSQ 4(1):35-41.
- Overthrust faults of Glacier National Park by Lammerts W. E. 1966. CRSQ 3(1):61-62.
- The Galapagos Island finches by Lammerts W. E. 1966. CRSQ 3(1):73-79.
- Planned induction of commercially desirable variation in roses by neutron radiation. Lammerts, W. E. 1965. CRSQ 2(1):39-43.
- Why not Creation? Book by Walter Lammerts.
- Scientific Studies In Special Creation Edited by Walter Lammerts.